# ダイジョ

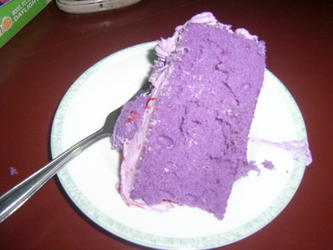
ダイジョのケーキ

ダイジョ（大薯、ダイショ）は、ヤムイモ（ヤマノイモ目ヤマノイモ科ヤマノイモ属の食用種）の1種の芋類。学名 Dioscorea alata。タメイモ（為芋）、シンショ（参薯）、デンショ（田薯）、コウシャイモ（拳薯）、オキナワヤマイモ（沖縄山芋）、タイワンヤマイモ（台湾山芋）、ウベ (フィリピン語：ube)、パープルヤム (purple yam)、ウォーターヤム (water yam) とも。奄美方言ではこうしゃまんという。

## 概要
アジアからオセアニアの熱帯地域で広く栽培されているヤマノイモ科のヤムイモの一種である。「ヤマイモ」とも称されるヤマノイモ（D. japonica）は同属別種である。ただ、沖縄県で開催されるイモの重さを競う「やまいも勝負（スーブ）」の大会でいう「ヤマイモ」はダイジョである。
芋の形状には扇状と棒状がある。芋の肉色には紫、赤紫、白色がある。このうち紫色の系統のものはベニヤマイモ（紅山芋）やベニイモ（紅芋）とも呼ぶ。ただし、標準和名でいうムラサキイモはサツマイモ（ナス目ヒルガオ科サツマイモ属サツマイモ。学名 Ipomoea batatas）の紫色の品種で、ダイジョとは近縁ではない。
ナガイモ（D. polystachya）と比べると、水分は少なく、粘りが強い。ショヨ（薯蕷）と混同されるが、ショヨはナガイモのことであり同属別種である。

## 産地・栽培
熱帯アジア原産。世界的にはヤム類の中でも主要な栽培種であり、ヤムイモの世界生産高の大部分はダイジョによって占められる。
日本には台湾から導入され、沖縄県のほか奄美群島、九州地方の南部などで主に栽培されている。

## 利用
栽培地の土地柄、沖縄料理や沖縄菓子の食材としても知られる。沖縄県では正月料理などに用いる。また、奄美大島南部では三献と呼ばれる正月料理の雑煮に相当する椀物に使われる。
広島県福山市では独自ブランドの「ダイジョ福芋」が特産品となっており、これを使用した芋焼酎「鞆ノ津 黒姫」がある。
また、鹿児島県ではかるかん饅頭の皮に利用されている。
ウベ（Ube）は紫色で粘り気のあるフレーバーとしてアイスクリームに入れることもある。フィリピンではジャムやハロハロのトッピングにもする。
葉などは家畜の飼料としても利用される。